# Faszcze (województwo warmińsko-mazurskie)
Faszcze (dawniej niem. Faszen, od 1938 do 1945 Fasten) – wieś w Polsce położona w województwie warmińsko-mazurskim, w powiecie mrągowskim, w gminie Mikołajki. W latach 1975–1998 miejscowość administracyjnie należała do województwa suwalskiego.

## Historia
Wieś wymieniana w dokumencie z 1440 r., kiedy to nadano 30 włók ziemi na prawie chełmińskim Andresowi Milluk (Miłuk lub Willuk) nad jeziorem Faszcze (Jorzec). Nadania dokonał wójt kętrzyński Hatto von Meilen na polecenie wielkiego mistrza Pawła von Russdorfa. Andrzej Miłuk zobowiązany został do dwu służb zbrojnych. W dokumencie lokacyjnym wieś nazywano Starymi Faszczami, co wskazywałoby, że istniała już wcześniej.
W 1785 r. we wsi było 19 domów. Od 1736 roku istniała tu szkoła. W 1815 r. w Faszczach było 26 domów i 116 mieszkańców. W 1818 r. do tutejszej szkoły uczęszczało 47 dzieci a zatrudniony był jeden nauczyciel, który nauczał w języku polskim. W 1838 r. we wsi było 30 domów i 180 mieszkańców. W 1895 we wsi mieszkało 295 osób (294 ewangelików i jeden katolik). Faszcze do 1907 r. należały do parafii w Mikołajkach, a po otwarciu nowego kościoła w Baranowie należały do tej parafii. W 1935 r/ w jednoklasowej szkole uczyło się 66 dzieci (razem z dochodzącymi z Cudnoch). W 1938 r. ówczesne władze niemieckie, w ramach akcji germanizacyjnej, zmieniły urzędową nazwę wsi Faszen na Fasten. W 1939 r. we wsi mieszkało 255 osób.
W 1945 liczba mieszkańców spadła do 225.